# Augusto José Pereira das Neves
Augusto José Pereira das Neves (Bahia, 20 de dezembro de 1836 – 28 de novembro de 1896) foi um médico brasileiro.
Foi eleito membro titular da Academia Nacional de Medicina em 1869, com o número acadêmico 107, na presidência de José Pereira Rego.